# Esavarri (Barrundia)
Esavarri es un despoblado que actualmente forma parte del concejo de Echávarri-Urtupiña, que está situado en el municipio de Barrundia, en la provincia de Álava, País Vasco (España).

## Toponimia
A lo largo de los siglos ha sido conocido con los nombres de Hechavarri y Essavarri.

## Historia
Documentado desde 1025 (Reja de San Millán), formaba parte del distrito de Gamboa.
En 1257 se unió a Urtupiña formando el concejo de Echávarri-Urtupiña.